# Freddie Garrity
Frederick Garrity (né le 14 novembre 1936 – mort le 19 mai 2006,) est un chanteur et acteur britannique. Il était le frontman et élément comique du groupe Freddie and the Dreamers.

## Biographie
Né à Crumpsall (en), Manchester, Frederick Garrity est le fils aîné de Frederick Garrity et Elsie Clynes. Il travaille comme livreur de lait alors qu'il joue dans des groupes locaux de skiffle : the Red Sox, the John Norman Four puis, finalement, the Kingfishers, qui deviennent Freddie and the Dreamers en 1959.
Lors des premières années du groupe, on donne le 14 novembre 1940 comme date de naissance de Garrity pour faire croire ce dernier plus jeune et le rendre plus attractif auprès des jeunes, principale clientèle du groupe au Royaume-Uni,.
La marque de commerce de Garrity est sa danse comique (voir the Freddie (en)) et son habitude de bondir lors des performances. Ceci, conjugué à son apparence presque squelettique et ses lunettes à monture d'écaille, en fait une figure excentrique de la pop britannique du début des années 1960. Le groupe se sépare à la fin de la décennie.
Entre 1971 et 1973, Garrity et son ancien coéquipier Peter Birrell (en) participent à l'émission pour enfants Little Big Time diffusée sur ITV. Garrity fait également une apparition solo lors du premier épisode de The Wheeltappers and Shunters Social Club (en) diffusé le 13 avril 1974 sur ITV Granada.